# 차승룡
차승룡(車承龍, 1971년 11월 5일 ~ )은 대한민국의 축구 감독이다.
전곡초등학교, 안양중학교, 안양공업고등학교, 인천대학교를 졸업한 뒤 국민은행에서 선수로 뛰었다.
국가대표로는 1991년 21세 이하 청소년 대표, 대한민국 축구 국가대표 B팀 선수로 199 AFC 아시안컵 예선 방글라데시전에서 2골을 터트렸고, 1993 상해 동아시안 경기 대회에 출전해 우승을 도왔으며 1993 대통령배 국제축구 대회에 참가하였다.
포천가산초등학교 축구부와 포천중학교 축구부 감독, K3리그 포천시민축구단 감독 등을 역임 했고 2009년에는 포천시민구단 첫 우승을 하여 대한축구협회 최우수 지도자상을 수상하였다.
2014년부터 2015년까지 필리핀 프로축구단 세레스 라살에서 감독으로 재직하였다.
2016년부터 2017년 K3 양평FC 창단감독으로 재직하며 2016년도에는 신생팀중 유일하게 K3리그 어드밴스에 잔류시켰고 2017년에는 창단2년만에 플레이오프에 진출하는 기록을 만들었다.